# Asplenium linnaei
Asplenium linnaei är en svartbräkenväxtart som beskrevs av Hiroaki Soó. Asplenium linnaei ingår i släktet Asplenium och familjen Aspleniaceae. Inga underarter finns listade.

## Bildgalleri

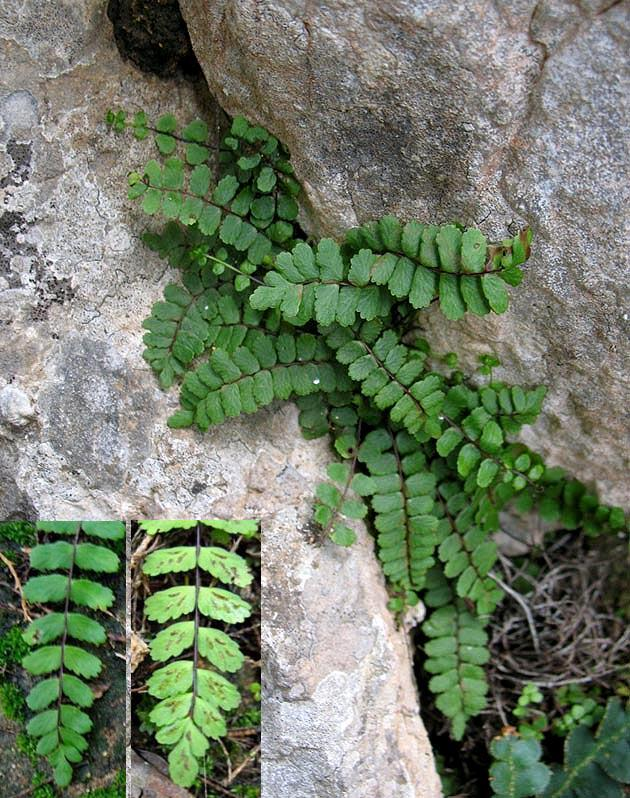
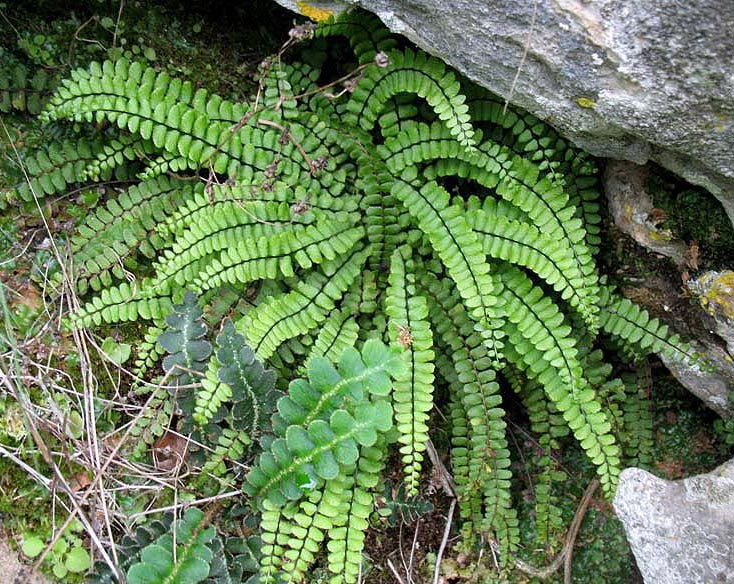